# Jaime Janer
Pour les articles homonymes, voir Janer.
Jaime Janer, né le 20 mai 1900 à Terrassa en Catalogne et mort le 3 octobre 1941 dans la même ville, est un coureur cycliste espagnol. Il est professionnel de 1917 à 1928.

## Biographie
Professionnel de 1917 à 1928, il a notamment remporté deux titres de champion d'Espagne et plusieurs étapes du Tour de Catalogne. En 1924, il devient le premier cycliste espagnol à terminer le Tour de France (30e), avec son compatriote Victoriano Otero. 

## Palmarès
- 1919
  -  Champion d'Espagne sur route
- 1920
  - 2e du championnat d'Espagne sur route
  - 3e du Tour de Catalogne
- 1923
  -  Champion d'Espagne sur route
- 1924
  - 4e étape du Tour de Catalogne
- 1925
  - 2e, 4e et 5e étapes du Tour de Catalogne
  - 2e du championnat d'Espagne sur route
  - 2e du Tour de Catalogne

## Résultats sur les grands tours

### Tour de France
3 participations
- 1920 : abandon (5e étape)
- 1921 : abandon (11e étape)
- 1924 : 30e